# Dimos South Pelion
Dimos South Pelion (South Pelion) är en kommun i Grekland.   Den ligger i prefekturen Nomós Magnisías och regionen Thessalien, i den centrala delen av landet, 150 km norr om huvudstaden Aten. Antalet invånare är 10 745. Arean är 369 kvadratkilometer.
Terrängen i Dimos South Pelion är varierad.